# Francisco Solano López (fumettista)
Francisco Solano López (Buenos Aires, 26 ottobre 1928 – Buenos Aires, 12 agosto 2011) è stato un fumettista argentino.

## Biografia
Discendente dell'omonimo militare e presidente del Paraguay, esordisce nel mondo del fumetto nel 1953, e presso la casa editrice Abril conosce Héctor Oesterheld, con il quale nasce un sodalizio di grande importanza per il fumetto argentino. Dopo aver lavorato insieme a serie come Uma-Uma e Bull Rockett, si trasferiscono all'Editorial Frontera, per cui Solano Lopez disegnerà Rolo el marciano adoptivo, Amapola negra, Joe Zonda, Rul de luna e, soprattutto, L'Eternauta (pubblicato nel 1957 su Hora Cero), abbandonando il suo posto di lavoro in banca contro la volontà del padre.
Negli anni sessanta Lopez si trasferisce in Europa, dove lavora per l'inglese Fleetway. Rientra in Argentina nel 1976, dove riprende L'Eternauta, sempre in coppia con Oesterheld; in più disegna Slot Barr, sui testi di Ricardo Barreiro. La grave situazione politica argentina lo costringe al trasferimento in Spagna, a Madrid, e la serie de L'Eternauta resta quindi incompiuta. Dalla Spagna e, successivamente, dal Brasile (Rio de Janeiro), continua la collaborazione con Barreiro e con soggettisti come Carlos Sampayo, del quale disegna le storie di Evaristo, uno dei suoi lavori migliori.
Dopo qualche anno rientrò in Argentina, dove riprese la serie dell'Eternauta con El Eternauta: El Regreso ("L'Eternauta: Il Ritorno") e produce la serie Los Internautas per il supplemento di informatica del quotidiano Clarìn, una tavola settimanale in cui fonde avventura e realtà virtuale. Nell'ottobre del 2008 viene dichiarato "Personalità Importante della Cultura" dalla legislatura della città autonoma di Buenos Aires. In occasione del bicentenario della rivoluzione di maggio, nel 2010, illustra il racconto di Roberto Lorenzo La guerra contra el Paraguay, fra i più riusciti dell'antologia pubblicata dal Ministero della Cultura della Presidenza della Nazione Argentina dal titolo La Patria dibujada.
Muore colpito da un ictus.